# Amárrame
«Amárrame» es una canción de la cantautora chilenomexicana Mon Laferte junto con el cantante colombiano Juanes. Es el primer sencillo de su cuarto álbum de estudio, La Trenza. La canción fue estrenada en diversas emisoras latinoamericanas el viernes 10 de febrero de 2017.

## Acerca de la canción
El sencillo Amárrame es una canción del género cumbia, de la artista chilena Mon Laferte  en colaboración con Juanes, fue estrenado el 10 de febrero, publicando el video musical en MTV y posteriormente en la plataforma.VEVO Simultáneamente lanza el mismo día la canción Yo Te Qui, disponible en plataformas de descarga y streaming. El día de su lanzamiento el sencillo debutó en los más vendidos de iTunes México, Chile, Costa Rica, Ecuador, Colombia y Bolivia ,además, previo al lanzamiento logró convertirse en pocas horas en Trending Topic en la plataforma Twitter y posteriormente en Tendencia en Youtube en su país natal.
El sencillo la convirtió en la primera artista chilena en conseguir ubicar un sencillo entre los cinco primeros de tendencias en Spotify Mundial y paralelo a esto en el número 1 en Spotify México y Chile simultáneamente, así como número 1 y 4 en YouTube Chile y México respectivamente con más de seis millones de reproducciones en menos de dos semanas.
En el 14 de abril de 2017, la canción fue la canción chilena más tocada en radios del país desde su lanzamiento, con un total de 4.135 ejecuciones según datos de la SCD (Sociedad Chilena del Derecho de Autor). Es más: desde marzo a la fecha, la canción con colaboración con Juanes se ubicó en el segundo lugar del ranking general, que considera tanto música chilena como extranjera
El 28 de abril de 2017 se estrena el álbum La Trenza donde se encuentra incluida esta canción en la quinta ubicación, después del tema Ana (original de Los Saicos) y antes de Yo te qui.
«Amárrame» fue la canción chilena más escuchada tanto en la radio como en Spotify en Chile durante el año 2017.

## Video musical
El video musical fue dirigido Gamaliel de Santiago, fue grabado en Miami en barrio llamado Little Haiti.
El video tiene más de 300 millones de reproducciones en el canal de YouTube (enero de 2018).

### Créditos del video musical[8]
- Dirección: Gamaliel de Santiago
- Asistente de dirección: Dan Chávez
- Fotografía: Sergio Ulloa
- Asistente de Cámara: Felipe Mozqueda
- Producción en línea: Anapaula Suárez
- Dirección de arte: Álex Arbesú
- Edición: Sharon Toribio
- Coreógrafa: María Pinchulef
- Bailarinas: María Pinchulef, Valentina Beristain
- Maquillaje: Fiorela Viloria
- Vestuario: Juliet Fontana
- Agradecimientos a Bárbara Intriago, Daniel Cerrillo y a la comunidad Haitiana en Miami.

## Presentaciones de la canción en vivo
En el Festival de Viña del Mar 2017 Mon Laferte estrenó esta canción en vivo cantándola en vivo de forma solista, mientras en el Festival Vive Latino 2017 lo cantó en vivo junto a Juanes.

## Uso en los medios
«Amárrame» fue utilizada en varios episodios de teleserie de TVN «La colombiana».

## Posiciones

### Anuales
| Lista (2017)                             | Mejor posición |
| ---------------------------------------- | -------------- |
| Chile (Monitor Latino Chile General)     | 2              |
| Chile (Monitor Latino Chile Pop)         | 2              |
| Chile (Chile Singles Charts)             | 1              |
| México (Monitor Latino México General)   | 15             |
| México (Monitor Latino México Pop)       | 9              |
| México (Top Amprofon)                    | 22             |
| Nicaragua (Monitor Latino Nicaragua Pop) | 85             |
| Bolivia (Monitor Latino Bolivia General) | 70             |
| Perú (Monitor Latino Perú General)       | 81             |
| Panamá (Monitor Latino Panamá Pop)       | 66             |
| Guatemala (Monitor Latino Guatemala Pop) | 73             |

## Certificaciones
| País (organismo certificador) | Certificación               | Unidades certificadas |
| ----------------------------- | --------------------------- | --------------------- |
| México (AMPROFON)             | Diamante + 2x Platino + Oro | 450 000               |
| Chile (IFPI)                  | Oro                         | 10 000                |
| Perú (UNIMPRO)                | Oro                         | 10 000                |
| Colombia (ASINCOL)            | Oro                         | 5000                  |

## Premios y nominaciones
Mon Laferte ha sido nominada a dos premios MTV Millenial Awards por la canción Amárrame, en las categorías video del año y colaboración del año. Además de nominada a tres premios Latin Grammy, obteniendo el premio a Mejor canción alternativa.
| Año  | Premio               | Categoría                        | Trabajo                 | Resultado |
| ---- | -------------------- | -------------------------------- | ----------------------- | --------- |
| 2017 | MTV Millenial Awards | Video del año                    | "Amárrame" (con Juanes) | Nominada  |
| 2017 | MTV Millenial Awards | Colaboración del año             | "Amárrame" (con Juanes) | Nominada  |
| 2017 | Grammy Latinos       | Grabación del año                | "Amárrame" (con Juanes) | Nominada  |
| 2017 | Grammy Latinos       | Canción del año                  | "Amárrame" (con Juanes) | Nominada  |
| 2017 | Grammy Latinos       | Mejor canción alternativa        | "Amárrame" (con Juanes) | Ganadora  |
| 2018 | Premios Pulsar       | Canción del año                  | "Amárrame" (con Juanes) | Ganadora  |
| 2018 | Premios Pulsar       | Canción más tocada en las radios | "Amárrame" (con Juanes) | Ganadora  |
| 2019 | Premios Pulsar       | Canción más tocada en las radios | "Amárrame" (con Juanes) | Ganadora  |